# Liste der Naturdenkmale in Wolken (bei Koblenz)
Die Liste der Naturdenkmale in Wolken nennt die im Gemeindegebiet von Wolken ausgewiesenen Naturdenkmale (Stand 2. Mai 2024).

## Naturdenkmale
| Nr.         | Bezeichnung | Lage                                                            | Beschreibung | Bild                          |
| ----------- | ----------- | --------------------------------------------------------------- | ------------ | ----------------------------- |
| ND-7137-387 | Eiche       | nordwestlich des Ortes an der L 52, Einmündung Hauptstraße Lage | Quercus sp.  | mehr Fotos \| Fotos hochladen |